# Bruno Guarda
Bruno Ernesto Guarda (Piracicaba, 6 febbraio 1986) è un ex calciatore brasiliano, di ruolo centrocampista.

## Palmarès
- Western Conference: 1

FC Dallas: 2010